# Xavier de Villepin
Xavier Galouzeau de Villepin (* 14. März 1926 in Brüssel; † 30. Oktober 2014), auch bekannt als Xavier de Villepin, war ein französischer Politiker. Er war hochrangiger Staatsbeamter und 18 Jahre lang französischer Senator für die Zentrumspartei UDF bzw. die Rechts-Partei UMP. Er ist der Vater des ehemaligen Premierministers von Frankreich, Dominique de Villepin.

## Leben
Xavier de Villepin ist Abgänger der renommierten französischen Elitehochschule École des Hautes Études Commerciales (HEC), später auch der Harvard Business School. Im Zweiten Weltkrieg hatte er sich 1944 in der Résistance, dem französischen Widerstand gegen die deutschen Besatzer, engagiert. Als französischer Staatsbeamter verbrachte er viele Jahre im Ausland. Von 1950 bis 1979 diente er nacheinander in Französisch-Algerien, in Australien, im französischen Protektorat Marokko, in Venezuela und  in den USA. 1960 wurde er Mitglied der Union des français de l’étranger („Vereinigung der Auslandsfranzosen“) und 1979 zweiter Vizepräsident dieses Vereins.
1986 wurde de Villepin Mitglied des französischen Senats für die außerhalb Frankreichs lebenden Franzosen, 1993 Vorsitzender des Ausschusses für auswärtige Angelegenheiten, Verteidigung und die Streitkräfte. 2002, nach der Nominierung seines Sohnes Dominique de Villepin für das Amt des Außenministers, legte er dieses Amt ab. 2004 bewarb sich Xavier de Villepin nicht erneut um ein Mandat als Senator. Er starb am 30. Oktober 2014.